# Pedro I av Kongo
Pedro I av Kongo, död 1566, var kung av Kongo mellan 1543 och 1545.